# Битва при Фучжоу (1884)
Битва при Фучжоу (французькою: Combat naval de Fou-Tchéou, китайський: 馬江海戰 ,馬江之役 або 馬尾海戰, буквально Битва Мавей) — перше зіткнення 16-місячної франко-китайської війни (грудень 1883 — квітень 1885). Битва відбулася 23 серпня 1884 року біля стоянки Пагоди в гавані Мавей (馬尾), за 15 кілометрів на південний схід від міста Фучжоу. Під час бою Далекосхідна ескадра адмірала Амедея Курбе практично знищила Фуцзянський флот, один з чотирьох регіональних флотів Китаю.

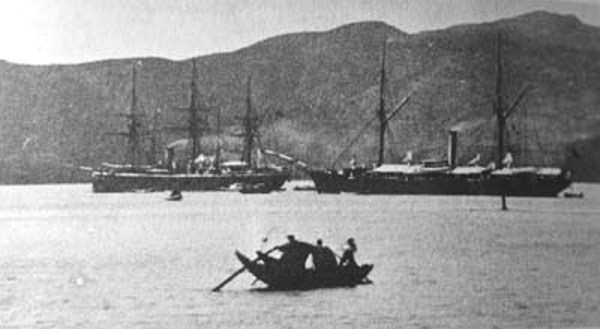
Флагман китайського флоту Yangwu та канонерський човен Fuxing на якорі поблизу верфі Фучжоу напередодні битви

## Хід битви
Вранці в суботу, 23 серпня, хоча китайські командувачі знали, що французи розпочнуть свою атаку близько 14:00, моряки обох флотів займалися своїми звичними справами. Кораблі Фуцзянського флоту не намагалися передислокувати чи запобігти французькій атаці, відкривши вогонь першими. Французькі екіпажі вирушили до своїх бойових постів о 13:30 отримавши обіди. Китайці не відреагували на цю очевидну загрозу, і в 13.45 бурхлива активність на борту французьких кораблів вщухла. Протягом наступних десяти хвилин напруга на борту французьких кораблів зростала, О 13.55 вечора китайська міноноска наблизилась до французької ескадри. Курбе негайно наказав розпочати атаку, лише на п'ять хвилин раніше за призначений час.
На початку бою китайський флагман Yangwu був успішно атакований жердинною міною «міноносця № 46» (lieutenant de vaisseau (лейтенант ВМС) Дузанс). Французький міноносець зазнав пошкодження котла своєї машини під час цієї атаки. Канонерський човен «Fuxing» було атаковано міноносцем № 46, але менш успішно (lieutenant de vaisseau Латур), а згодом був виведений з ладу ударом жердинної міни парового торпедного катера з «Вольти» і захоплений на абордаж моряками Буе де Лапейера. Корабель на той час вже горів через обстріл французів вогнем і, урешті-решт, його залишив французький призовий екіпаж. Канонерський човен затонув посеред річки Міндзян.
Використавши жердинні міни, два французькі міноносці здрейфували вниз за течією у напрямку якірної стоянки нейтральних кораблів. Під час атаки лейтенант Латур був важко поранений в око, але він відмовився від пропозиції медичної допомоги американських офіцерів  з парового шлюпа «Ентерпрайз», пояснивши, що не може залишити свій пост, поки битва ще триває.

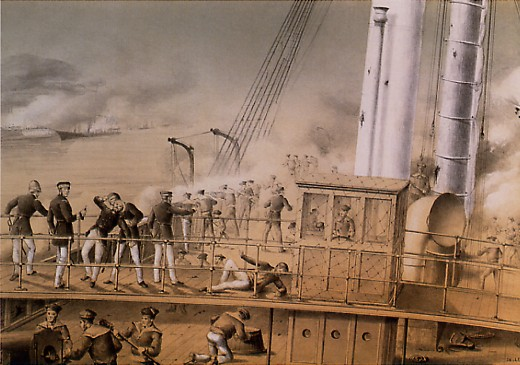
Адмірал Курбе на містку «Вольти» під час битви

Тим часом французькі крейсери та броненосець «Тріумфант», який приєдналися до ескадри Франції лише за кілька хвилин до початку битви, швидко знищили решту китайського флоту. Chenhang, Yongbao, Feiyun, Ji'an, Fusheng і Jiansheng були потоплені або підпалені снарядами з крейсерів Duguay-Труен, Віллар і д'Естен. Тільки Fupo і Yixin пережили битву без серйозних пошкоджень, врятувавшись вгору течією річки до того, як французькі канонерські човни Lynx, Aspic і Vipère, отримали шанс їх атакувати. Zhenwei вибухнув від влучання єдиного снаряду з «Тріумфант» .
Перед тим, як вони були виведені з ладу, китайські кораблі зосередили свій вогонь по французькому флагману «Вольта». Імовірно китайські командири сподівались вбити Курбе. Кілька моряків на борту французького крейсера були вбиті або поранені, і незабаром після початку бою ядро пролетіло через командну групу Курбе на флагманському містку, вбивши британського лоцмана Томаса і лише трохи не влучила у capitaine de frégate Гігона, капітана «Вольти». Через кілька хвилин осколки від китайських снарядів поранили lieutenant de vaisseau Равеля, ад'ютанта Курбе.
Бої закінчилися о 5-й вечора, але в ніч на 23 серпня китайці здійснили ряд невдалих нападів з використанням брандерів на французькі військові кораблі, через що деякі з них мусили зніматися з якорів, аби уникнути атаки.